# Critical Care
Critical Care is een Australisch-Amerikaanse filmkomedie uit 1997 onder regie van Sidney Lumet.

## Verhaal
Dokter Werner Ernst is betrokken bij de gerechtelijke strijd tussen twee halfzussen. Ze maken ruzie over het hoederecht over hun comateuze vader, die 10 miljoen dollar bezit.

## Rolverdeling
| Acteur           | Personage        |
| ---------------- | ---------------- |
| James Spader     | Dr. Werner Ernst |
| Kyra Sedgwick    | Felicia Potter   |
| Helen Mirren     | Stella           |
| Anne Bancroft    | Non              |
| Albert Brooks    | Dr. Butz         |
| Jeffrey Wright   | Bed Twee         |
| Margo Martindale | Connie Potter    |
| Wallace Shawn    | Furnaceman       |
| Philip Bosco     | Dr. Hofstader    |
| Colm Feore       | Richard Wilson   |
| Edward Herrmann  | Robert Payne     |
| James Lally      | Poindexter       |
| Harvey Atkin     | Rechter Fatale   |
| Al Waxman        | Sheldon Hatchett |
| Hamish McEwan    | Dr. Hansen       |